# Renault RE40
A Renaulr RE40 egy Formula–1-es versenyautó, amellyel a Renault csapat versenyzett az 1983-as Formula–1 világbajnokság során. Pilótái Alain Prost és Eddie Cheever voltak.

## Áttekintés
Miután 1982 végén betiltották a szívóhatást (ground effect) kihasználó autókat, a padlólemezt teljesen síkra kellett megépíteni. Hogy visszanyerjenek valamit az elvesztett leszorítóerőből, hatalmas hátsó szárnyakat tettek rá, továbbá az egyik első autó volt a sportágban, amely a diffúzort is használta ebből a célból. A csapatnál Prost maradt a vezérpilóta, René Arnoux távozása után Eddie Cheever lett a kettes számú versenyző. Az autót is Prost köré építették meg, aki rengeteget tesztelt, hogy a korábbi problémákon úrrá legyenek.
Ez volt az első autója a Renault csapatnak, amely tisztán szénszálas karosszériával épült, az erre specializálódott Hurel-Dubois cég segítségével. Kivételt képezett az orr eleje, amely még mindig alumíniumból készült, hogy kisebb sérülések esetén egyszerűen lehessen javítani. Mivel ez még mindig egy újszerű technika volt, és okultak Didier Pironi előző évi durva balesetéből, amely a karrierje végét jelentette, a kasztni robusztus lett és többszörösen megerősített.
A meghajtásért továbbra is a már jól bevált Renault Gordini EF1 motor felelt, amelyet először 1977-ben vetettek be, és az évek során folyamatosan tökéletesítették. Az áttervezett turbófeltöltő azonban sok fejfájást okozott az idényben, és számos versenyük ért véget ennek a meghibásodása miatt.

## A szezon
Először az idény második versenyén, Long Beach-en vetették be, és csak Prost vezethette. Nem volt egy sikeres kezdés, mert csak a nyolcadik helyet érte el vele az időmérőn, a futamot pedig három kör hátrányban a 11. helyen fejezte be. A soron következő francia nagydíj már sokkal jobban sikerült: mindkét versenyző az új autót használta, Prost pole pozíciót ért el, megfutotta a leggyorsabb kört, és meg is nyerte a versenyt, miközben Cheever harmadik lett.
A pontszerzés folyamatos volt és Prost még háromszor nyert az idény során. Többnyire ő vezette a világbajnoki tabellát, riválisai az immár ferraris Arnoux és Patrick Tambay voltak, valamint Nelson Piquet a Brabhammel. A turbó meghibásodása miatt Prostnak fel kellett adnia a szezonzáró dél-afrikai versenyt, ezért a világbajnok Piquet lett, mindössze két pont előnnyel.
Akz autó általában a gyors pályákon volt jó, mint Spa, Silverstone, az Österreichring vagy Monza, ezek közül egyedül az olasz nagydíjon nem tudtak nyerni. Még úgy is, hogy a mezőnyben nem is az övék volt a legerősebb motor, hiszen a BMW, de a Ferrari is izmosabb volt a Renault-nál. Ebben az idényben teljes körűen engedélyezték a verseny közbeni tankolást, mely alatt kereket is lehetett cserélni, így már nem kellett annyira spórolni – a határokon autózás viszont rontotta a megbízhatóságot, ezért a riválisoknak is lejjebb kellett tekerni a motorokat a futamon, ha nem akarták, hogy elfüstöljenek. Prost több versenyt nyert, mint bárki más az évben és jól kijött csapattársával is, aki jó eredményeket szállított, de győznie sajnos nem sikerült.
Prostnak azonban elege lett abból, hogy a Renault képtelen úrrá lenni a megbízhatósági problémákon és emiatt elúszott mindkét bajnoki cím. Miután nyilvánosan kritizálta a csapatát, az idény végén kirúgták. Az ő ausztriai győzelme volt az utolsó, amelyet a klasszikus Renault csapat ért el.

## Eredmények
(félkövér jelöli a pole pozíciót, dőlt betű a leggyorsabb kört)
| Év   | Csapat             | Motor               | Gumik | Pilóták       | 1   | 2   | 3   | 4   | 5   | 6   | 7   | 8   | 9   | 10  | 11  | 12  | 13  | 14  | 15  | Pontok | Helyezés |
| ---- | ------------------ | ------------------- | ----- | ------------- | --- | --- | --- | --- | --- | --- | --- | --- | --- | --- | --- | --- | --- | --- | --- | ------ | -------- |
| 1983 | Equipe Renault Elf | Renault Gordini EF1 | M     |               | BRA | USW | FRA | SMR | MON | BEL | DET | CAN | GBR | GER | AUT | NED | ITA | EUR | RSA | 79     | 2.       |
| 1983 | Equipe Renault Elf | Renault Gordini EF1 | M     | Alain Prost   |     | 11  | 1   | 2   | 3   | 1   | 8   | 5   | 1   | 4   | 1   | KI  | KI  | 2   | KI  | 79     | 2.       |
| 1983 | Equipe Renault Elf | Renault Gordini EF1 | M     | Eddie Cheever |     |     | 3   | KI  | KI  | 3   | KI  | 2   | KI  | KI  | 4   | KI  | 3   | 10  | 6   | 79     | 2.       |

## Forráshivatkozások
1. ↑  Close quarters (brit angol nyelven). Motor Sport Magazine, 2014. július 7. (Hozzáférés: 2025. április 29.)
2. ↑  Engine Renault • STATS F1. www.statsf1.com. (Hozzáférés: 2025. április 29.)
3. ↑  Engine Ferrari • STATS F1. www.statsf1.com. (Hozzáférés: 2025. április 29.)
4. ↑  Engine BMW • STATS F1. www.statsf1.com. (Hozzáférés: 2025. április 29.)